# Aljaksandr Massjajkou
Aljaksandr Anatolewitsch Massjajkou (belarussisch Аляксандр Анатолевіч Масяйкоў; * 26. Juni 1971 in Mahiljou, Weißrussische SSR) ist ein ehemaliger belarussischer Kanute.

## Karriere
Aljaksandr Massjajkou nahm an den Olympischen Spielen 1992 in Barcelona für das Vereinte Team teil. Im Zweier-Canadier ging er dabei mit Dsmitryj Douhaljonok auf der 500-Meter-Strecke an den Start. Im Vorlauf belegten sie den vierten Platz, um dann anschließend im Halbfinale dank eines Sieges doch noch die Finalqualifikation zu schaffen. Im Endlauf überquerten sie nach 1:41,54 Minuten als Erste die Ziellinie und gewannen als Olympiasieger die Goldmedaille. Ihr Vorsprung auf die zweitplatzierten Deutschen Ulrich Papke und Ingo Spelly betrug dabei lediglich 14 Hundertstelsekunden, nur weitere 26 Hundertstelsekunden später folgten bereits die Bulgaren Martin Marinow und Blagowest Stojanow auf Rang drei.
Bei den Olympischen Spielen 1996 in Atlanta trat Massjajkou erneut mit Dsmitryj Douhaljonok im Zweier-Canadier über die 500-Meter-Distanz an, diesmal für die erstmals an Olympischen Spielen teilnehmende belarussische Mannschaft. Nach Rang sechs im Vorlauf zogen sie aufgrund eines ersten Platzes im Hoffnungslauf ins Halbfinale ein, das sie auf Rang drei beendeten. Im Endlauf kamen sie mit 1:46,84 Minuten nicht über den neunten und letzten Platz hinaus. 2000 in Sydney belegte Massjajkou im Einer-Canadier über 500 Meter im Vorlauf den siebten Platz und schied schließlich als Achter des Halbfinals aus.
Zwischen den beiden Olympischen Spielen gelang Massjajkou und Douhaljonok bei den Weltmeisterschaften 1994 in Mexiko-Stadt der Titelgewinn über 200 Meter. 1997 wurde Massjajkou in Dartmouth auch Weltmeister mit dem Vierer-Canadier über 200 Meter und belegte mit diesem ein Jahr darauf in Szeged den zweiten Platz. Bei den Europameisterschaften 1997 in Plowdiw gewann er im Einer-Canadier über 200 Meter die Silbermedaille.